# National Ignition Facility

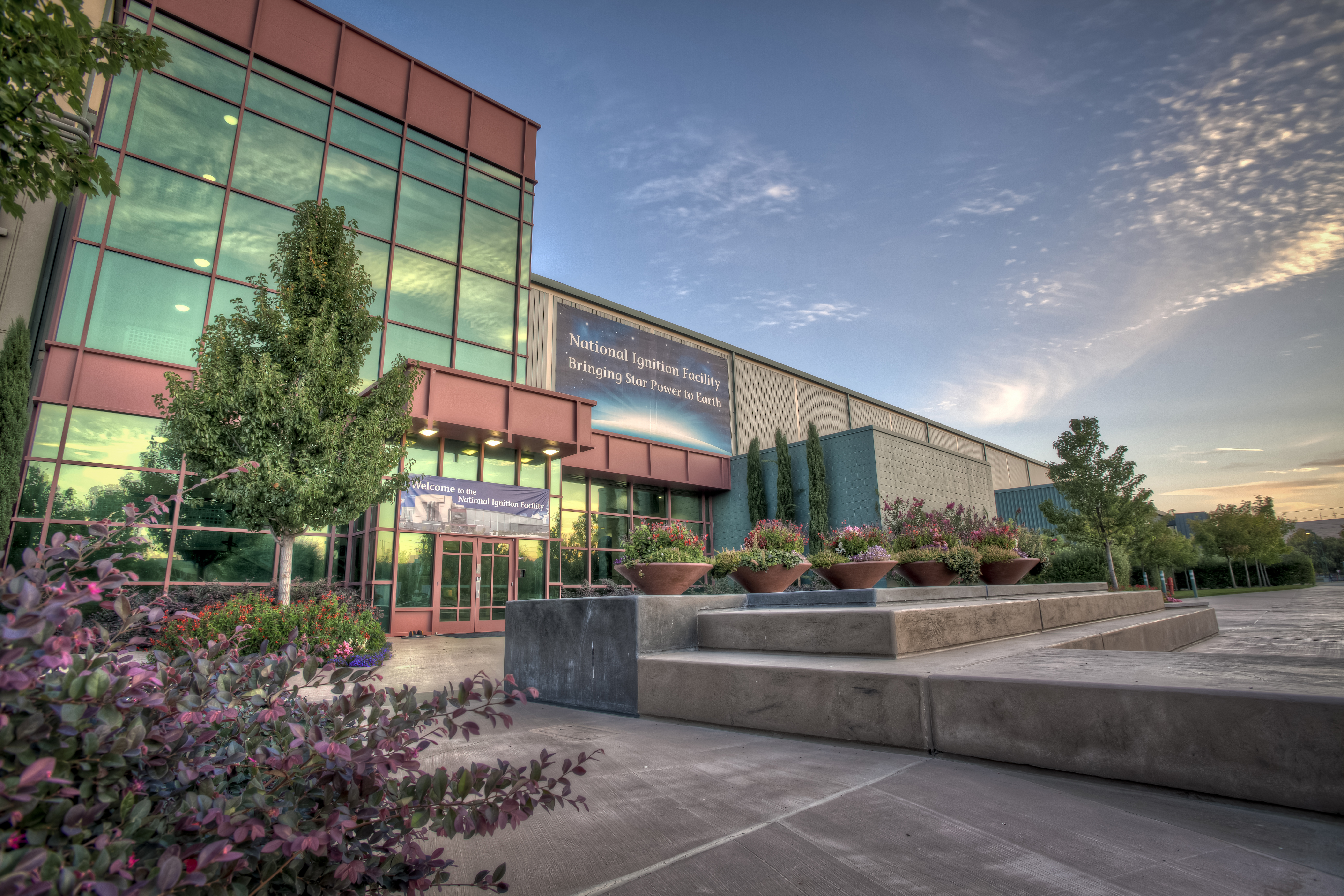
National Ignition Facility se nachází v Lawrence Livermore National Laboratory

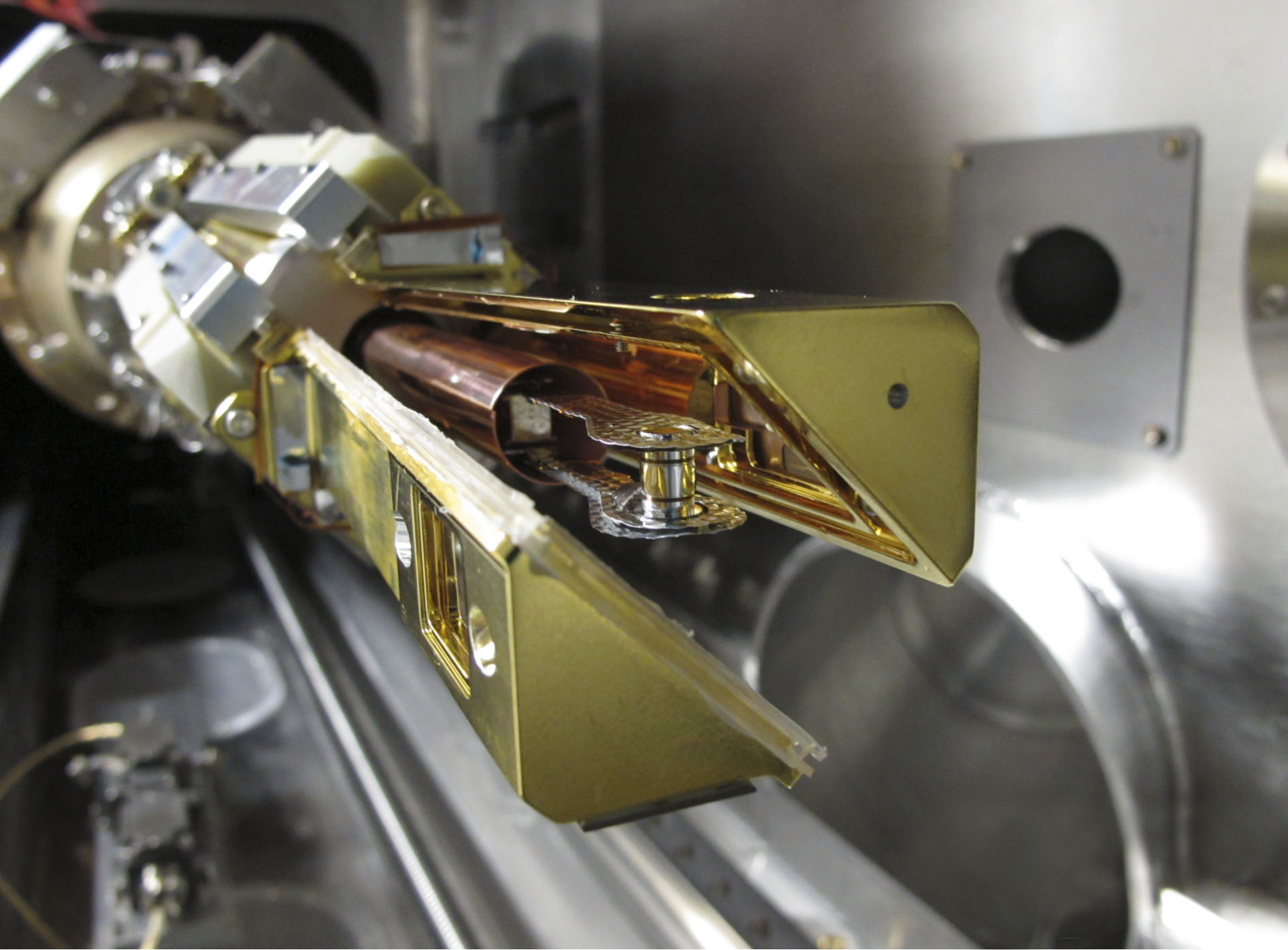
Cílová sestava pro první integrovaný experiment se zapálením NIF je namontována v kryogenním systému polohování cíle neboli cryoTARPOS. Dvě ramena ve tvaru trojúhelníku tvoří plášť, který udržuje cíl na nízké teplotě, otevírá se pět sekund před výstřelem.

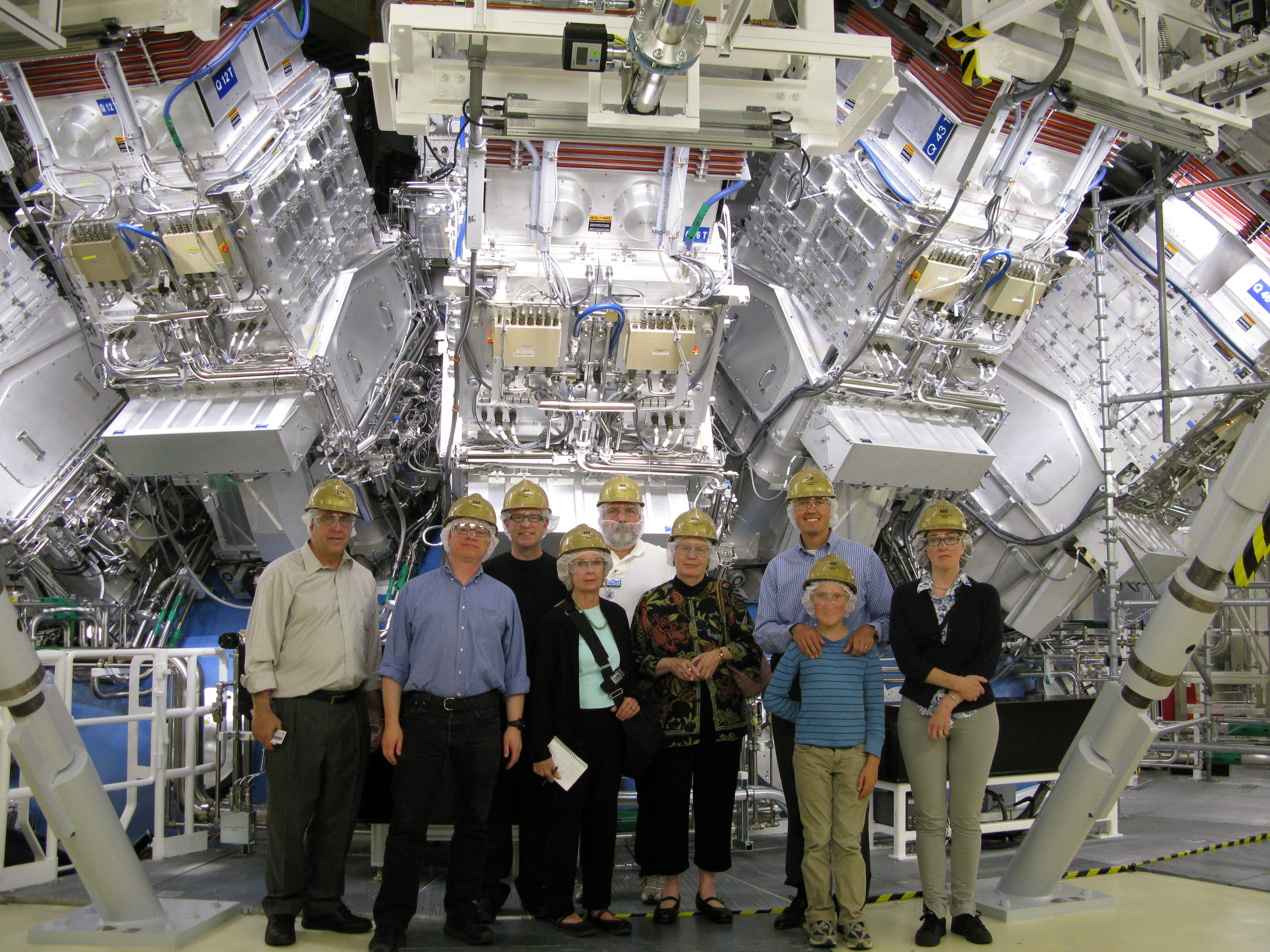
Cílová komora zvenku

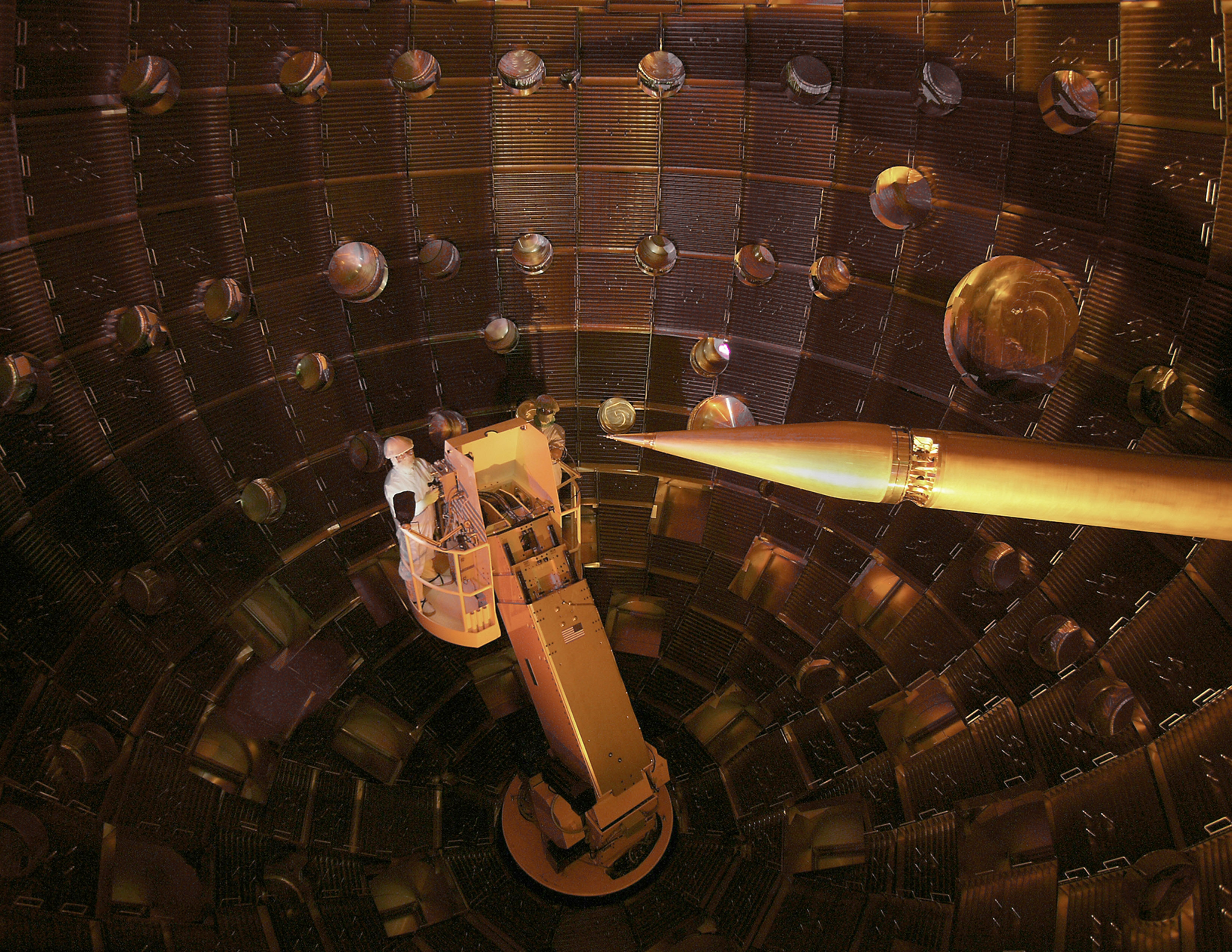
Vnitřek cílové komory, zprava ke středu cryoTARPOS

Sankeyův diagram energetické bilance experimentu: energie laseru (Laser energy) je již po přeměně na UV, při níž se ztrácí asi 50 % původního IR výkonu; na rentgenové záření (X-rays) se přemění 85 % této energie, z níž však většina ohřívá hohlraum (dutinka, v níž je umístěna kulička paliva), nebo se odrazí ven; pouze asi 15 % energie laseru se využije ke kompresi paliva.

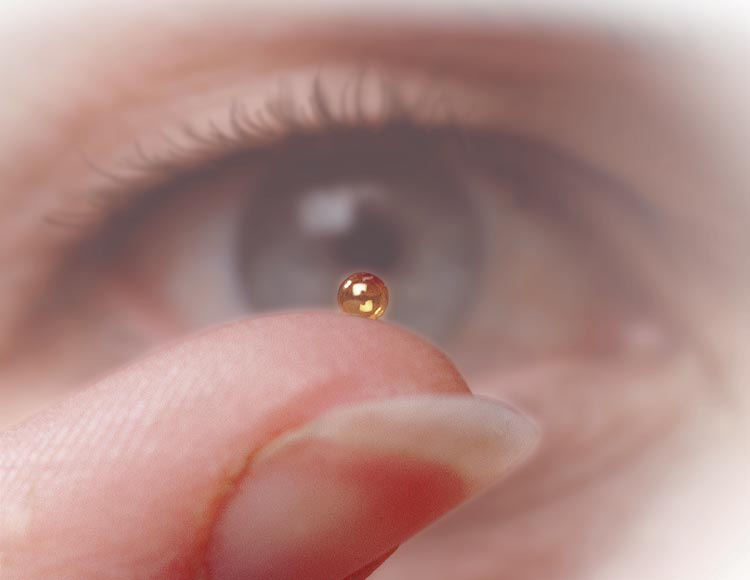
Palivová kapsle (kulička) obsahující zmrzlou směs deuteria a tritia

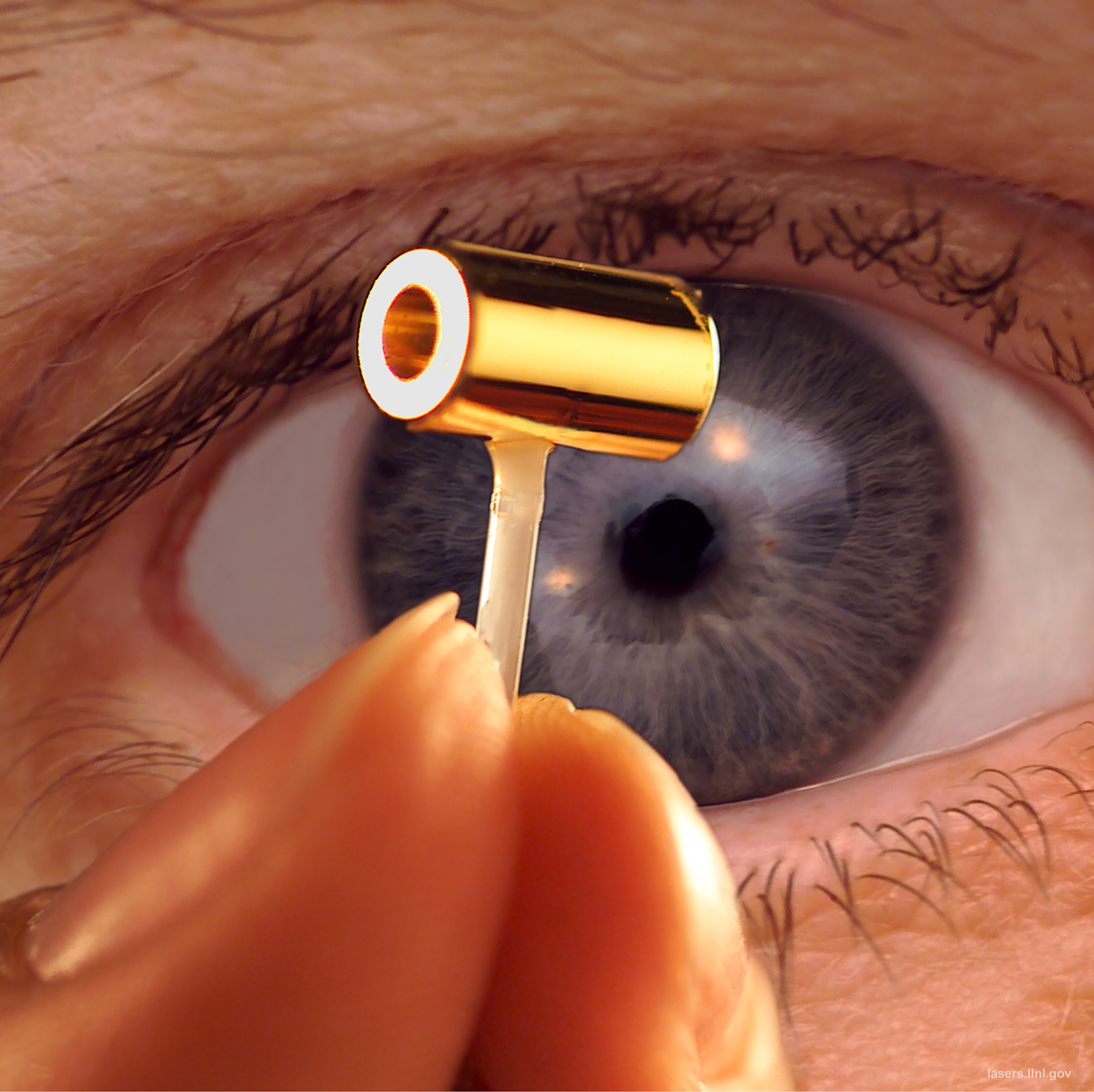
Hohlraum - pozlacená kovová dutinka, v jejímž středu je pomocí tenké plastové fólie upevněna palivová kapsle

National Ignition Facility (NIF) je laserové výzkumné zařízení pro studium jaderné fúze s inerciálním udržením (ICF), jde o největší a nejvýkonnější zařízení tohoto typu na světě. Je umístěno v Lawrence Livermore National Laboratory v městě Livermore ve státě Kalifornie v USA. Úkolem NIF je dosáhnout zapálení fúze s vysokým energetickým ziskem a podpořit údržbu a konstrukci jaderných zbraní studiem chování hmoty za podmínek vyskytujících se při jaderných explozích. Na zařízení bylo poprvé dosaženo tzv. vědeckého průlomu u řízené fúze při experimentu z 5. prosince 2022 s faktorem zesílení 1,5.
Základním konceptem ICF je stlačit malé množství paliva, aby se dosáhlo tlaku a teploty nezbytné pro fúzi. NIF provozuje celosvětově nejvýkonnější laser. Záření z laseru zahřívá vnější vrstvu kuličky paliva, která se vypaří a přemění na plazma, přitom stlačí zbývající palivo uvnitř. Zrychlení při implozi se pohybuje v řádu 1014 m·s−2, maximální rychlost tak během několika nanosekund dosahuje 350 až 400 km/s. Během okamžiku dojde ke zvýšení hustoty paliva z přibližně hustoty vody na přibližně 100násobek hustoty olova. Dodávka energie a adiabatický ohřev během imploze zvýší teplotu paliva na stovky milionů kelvinů. Při těchto teplotách a tlacích dojde k fúzním reakcím během krátkého časového intervalu, než palivo exploduje a jeho teplota a hustota klesnou.
Výstavba NIF začala v roce 1997 a byla dokončena v roce 2009 s pětiletým zpožděním a čtyřnásobným překročením rozpočtu oproti původním plánům. Experimenty s cílem dosáhnout zapálení fúze probíhaly do roku 2012 v rámci projektu National Ignition Campain (NIC), byly splněny všechny cíle projektu kromě samotného zapálení fúze.
V roce 2021, po vylepšení konstrukce palivového terče, dosáhl NIF faktoru zesílení 0,7, čímž překonal dosavadní rekord 0,67 ustavený tokamakem JET v roce 1997.
Dne 5. prosince 2022, po dalších technických vylepšeních, NIF poprvé dosáhl tzv. vědeckého průlomu s faktorem zesílení 1,54. Ačkoli z vědeckého hlediska jde o úspěch, v praxi experiment vyprodukoval méně než 1 % energie, kterou zařízení spotřebovalo k jeho realizaci: při výstupní energii experimentu 3,15 MJ dodaly lasery pro ohřev 2,05 MJ energie ve světelném pulsu, lasery však pro svou aktivaci spotřebovaly celkově asi 330 MJ elektřiny uložené v kondenzátorech. Pro srovnání: tokamak JET dosahoval stabilního výkonu 11 MW po dobu několika sekund při celkovém příkonu zařízení asi 700 až 1000 MW elektřiny, tokamak ITER by měl produkovat výkon 500 MW tepla po dobu stovek sekund při celkové spotřebě elektřiny asi 500 MW.